# Менська мова

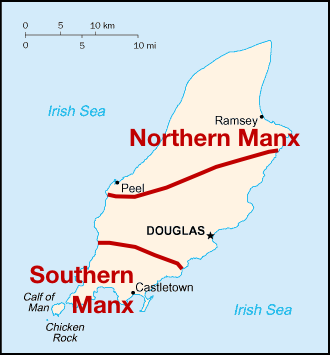
Умовні межі поширення менських діалектів

Менська мова (менс. Gaelg або менс. Gaelg Vanninagh, англ. Manx) є гойдельською мовою. Розмовляють нею на острові Мен в Ірландському морі. Вона є нащадком староірландської мови.

## Історія
Менська мова почала відділятися від середньоірландської близько 900—1600 рр. н. е. Жителі острова Мен називають її Gaelg (ґаельґ, гаельська) або Gailck (ґильґ, гаельська мова) або Gaelg Vanninagh (ґаельґ ваннінах, менська гаельська). Мова зазнала значного занепаду в XIX столітті і була витіснена англійською. У 1848 Джозеф Джордж Каммінг писав, що в його час небагато знали цю мову (очевидно не з молоді). Генрі Дженер оцінивши тодішню ситуацію зазначив, що лише 30 % населення в 1874 році володіють цією мовою (12 340 осіб із загального населення — 41 084). Впродовж першої половини XX ст. їхня чисельність завжди знижувалась, доки 27 грудня 1974 року не померла остання людина, яка володіла менською — Нед Маддрелл. Але згодом завдяки особливим ентузіастам ця мова почала знову відроджуватися. Навчання менською мовою було затверджено урядом острова Мен з 2003 року.

## Словник
| Менська      | Українська         |
| ------------ | ------------------ |
| Moghrey mie  | Доброго ранку      |
| Fastyr mie   | Доброго вечора     |
| Slane lhiu   | Папа, До побачення |
| Gura mie ayd | Дякую              |
| baatey       | човен              |
| barroose     | автобус            |
| blaa         | квітка             |
| booa         | корова             |
| cabbyl       | кінь               |
| cashtal      | Замок, фортеця     |
| creg         | скеля              |
| eeast        | риба               |
| ellan        | острів             |
| gleashtan    | Машина, автомобіль |
| kayt         | кіт                |
| moddey       | собака             |
| shapp        | Магазин, крамниця  |
| thie         | Будинок, хата      |
| eean         | пташка             |
| jees         | пара               |

Числівники
| Українська | Менська   |
| ---------- | --------- |
| один       | Un/nane   |
| два        | Daa/jees  |
| три        | Tree      |
| чотири     | Kiare     |
| п'ять      | Queig     |
| шість      | Shey      |
| сім        | Shiaght   |
| вісім      | Hoght     |
| дев'ять    | Nuy       |
| десять     | Jeih      |
| одинадцять | Nane jeig |
| дванадцять | Daa yeig  |